# Andreas Ohme
Andreas Ohme (* 25. November 1964 in Nürnberg) ist ein deutscher Slawist.

## Leben
Von 1984 bis 1990 studierte er Slawistik, Neuere deutsche Literaturgeschichte und Germanistische Linguistik an der Friedrich-Alexander-Universität Erlangen-Nürnberg. Nach der Promotion 1999 an der Philosophischen Fakultät der Friedrich-Schiller-Universität Jena und der Habilitation 2012 an der Philosophischen Fakultät in Jena (Venia Legendi für Slawische und Allgemeine Literaturwissenschaft) hatte er eine Vertretungsprofessor an der Universität Leipzig (2013/2014) inne. Danach war er als wissenschaftlicher Mitarbeiter an den Universitäten Jena und Leipzig tätig. Seit April 2018 ist er Inhaber der Lehrstuhls für Slawische Literaturwissenschaft an der Universität Greifswald.

## Schriften (Auswahl)
- als Herausgeber mit Ulrich Steltner: Der russische Symbolismus. Zur sinnlichen Seite seiner Wortkunst. München 2000, ISBN 3-87690-770-5.
- Karel Čapeks Roman „Der Krieg mit den Molchen“. Verfahren – Intention – Rezeption. Frankfurt am Main 2002, ISBN 3-631-37477-1.
- mit Steffen Höhne (Hrsg.): Prozesse kultureller Integration und Desintegration. Deutsche, Tschechen, Böhmen im 19. Jahrhundert. München 2005, ISBN 3-486-57588-0.
- Skaz und Unreliable Narration. Entwurf einer neuen Typologie des Erzählers. Berlin 2015, ISBN 3-11-040389-7.